# Max Bärenfänger

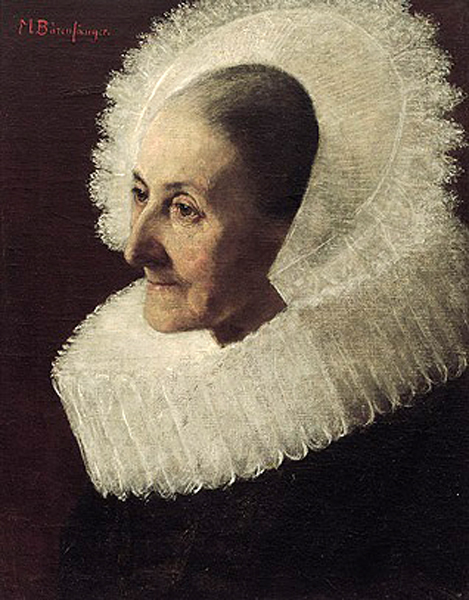
Porträt einer Dame
mit Mühlsteinkragen
und Spitzenhaube

Max Karl August Bärenfänger (* 1. Januar 1860 in München; † 1929 ebenda) war ein deutscher Porträtmaler, Radierer, Lithograf und Holzschneider.

## Leben
Bärenfänger studierte ab dem 11. Oktober 1880 an der Königlichen Akademie der Künste in München bei Ludwig von Löfftz, Johann Leonhard Raab und Nikolaus Gysis.
Nach dem Studium war er in München als Porträt- und Genremaler, Radierer, Lithograf und Holzschneider tätig. Zum Teil kopierte er dabei Werke seiner Lehrer oder anderer Künstler wie z. B. Wilhelm von Diez.
Bärenfänger gehörte dem Münchner Kunstverein an. Von 1890 bis 1919 stellte er seine Werke nahezu jedes Jahr im Münchener Glaspalast aus. 1896 nahm er an der Internationalen Graphik-Ausstellung in Wien teil.

## Werke (Auswahl)
- Selbstporträt, 1900, Ölbild
- Bildnis eines Kapuziners
- Kinderportrait, Original-Radierung[1]
- Aus dem Prachtwerk «Spanien», Holzschnitte nach Prof. Alex. Wagner
- Studienkopf, Holzschnitt nach N. Gysis
- Genesung, Holzschnitt nach T. E. Rosenthal